# Алустанте
Алустанте (ісп. Alustante) — муніципалітет в Іспанії, у складі автономної спільноти Кастилія-Ла-Манча, у провінції Гвадалахара. Населення — 228 осіб (2010).
Муніципалітет розташований на відстані близько 170 км на схід від Мадрида, 130 км на схід від Гвадалахари.
На території муніципалітету розташовані такі населені пункти: (дані про населення за 2010 рік)
- Алустанте: 211 осіб
- Мотос: 17 осіб

## Демографія
Динаміка населення (INE ):

## Галерея зображень

Розташування муніципалітету у провінції Гвадалахара
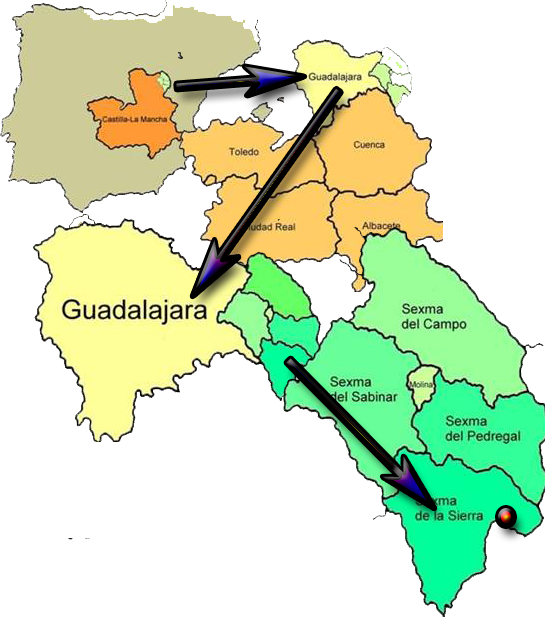
Розташування муніципалітету Алустанте